# 竹島 (鹿児島県)

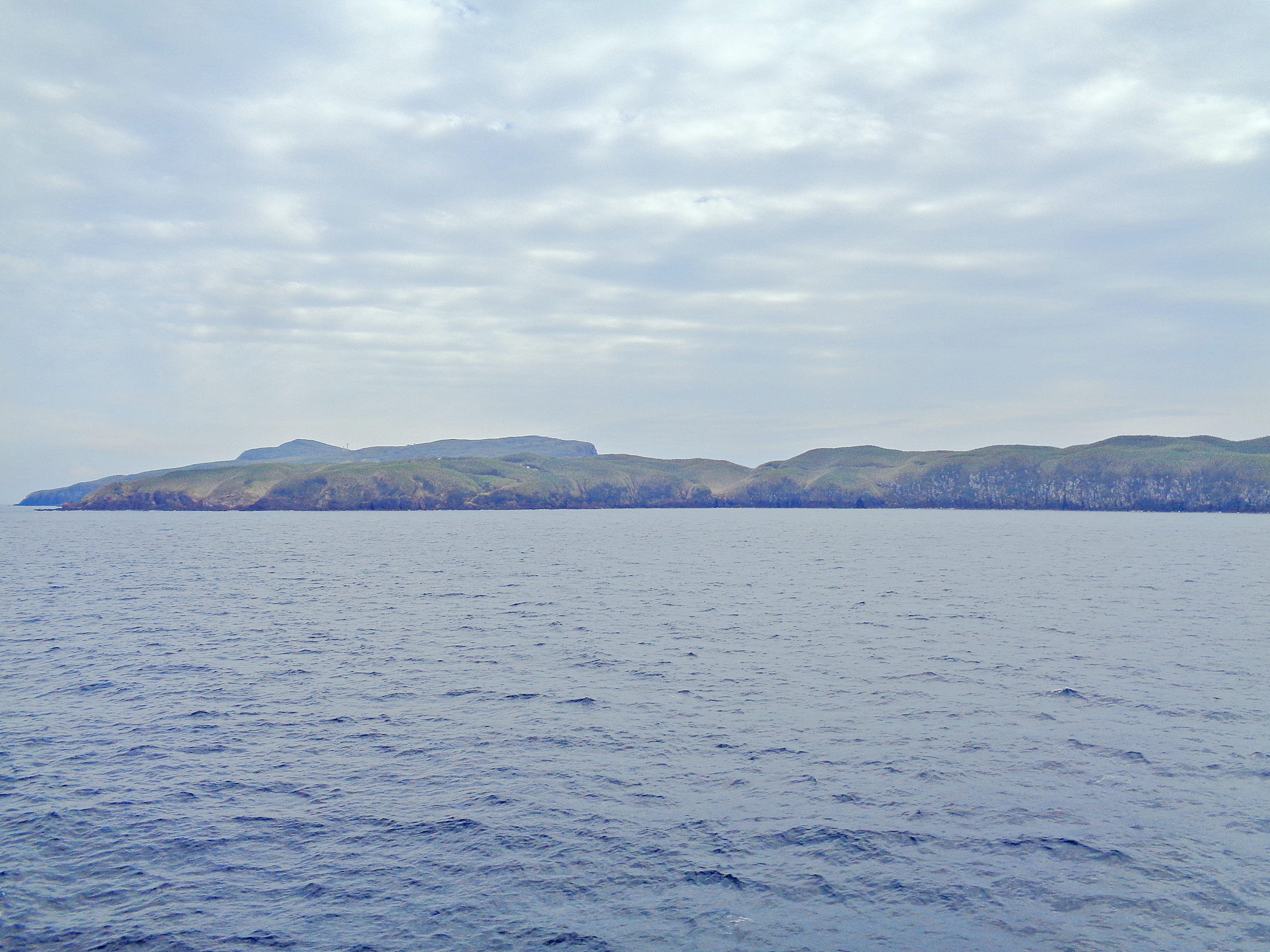
「フェリーみしま」の船上から望む「竹島」（2020年）

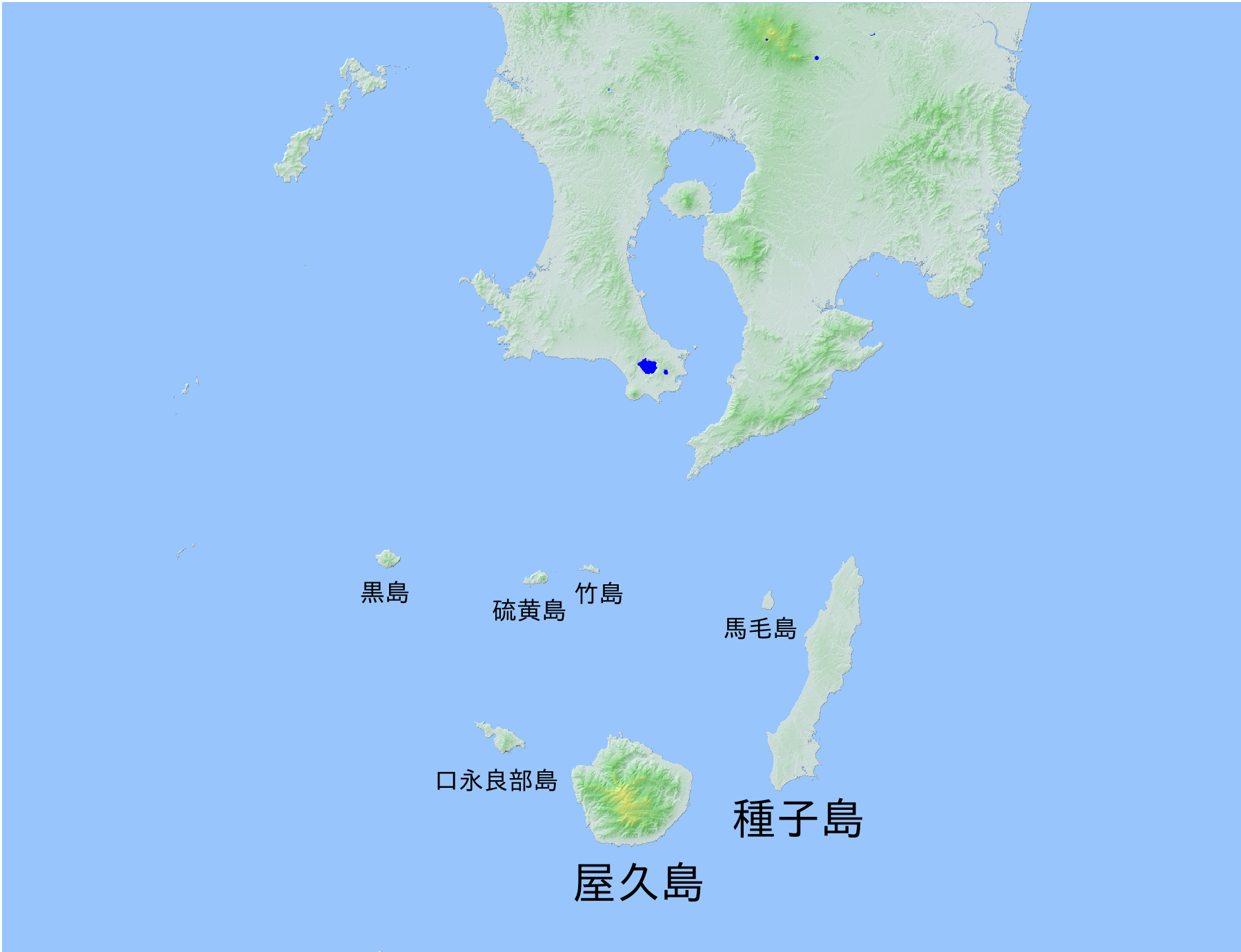
上三島・大隅諸島の地図

竹島（たけしま）は、鹿児島県の薩南諸島北部に位置する島である。行政区画（地名）としては全島が鹿児島郡三島村大字竹島に属する。

## 概要
鹿児島市（鹿児島港）から94km、薩摩半島最南端の長崎鼻から約40kmに位置する。硫黄島、黒島とあわせ、上三島（口之三島）と呼ばれ、鹿児島郡三島村を構成している。一般には大隅諸島には含めないが、含める場合もある。
郵便番号は890-0903。人口は58人、世帯数は38世帯（2023年7月1日現在）。

## 地理
面積は4.22km2、周囲（海岸延長）12.8km、最高峰はマゴメ山（標高220m）。
鬼界カルデラの北縁に位置しており、南岸にはカルデラの陥没により生じた断崖が連なる。

## 植生
「竹島」の名が示すとおり、島全体をリュウキュウチク（琉球竹）が占め、そのタケノコは「大名筍」として島の名産になっている。
リュウキュウチクの竹林の中では、ハルザキヤツシロランをはじめとするラン科植物数種の生息が確認されている。なかでも、2002年に発見されたトカラヤツシロランは、竹島のほかには台湾や黒島に分布が限られ、また、2013年に発見されたタケシマヤツシロランは竹島のみに生息している固有種である。さらに、タケシマヤツシロランに至っては、光合成も開花も行わないという、発見当時はラン科植物として世界で2例目というきわめて珍しい種である。その後、2014年にはヌカヅキヤツシロランが発見されている。
また、畑の多くには牧草が植えられて、黒牛が放牧されている。

## 教育機関
- 三島村立三島竹島学園

## 郵便局
- 竹島簡易郵便局

住所 - 鹿児島県鹿児島郡三島村竹島7（北緯30度48分49.9秒 東経130度25分01.9秒 / 北緯30.813861度 東経130.417194度）
かつては鹿児島中央郵便局竹島分室が設置されていたが、2017年7月7日で営業を終了。7月10日より簡易郵便局に局種を変更して営業を開始した。三島村に業務委託されている。

## 交通
鹿児島港と上三島の各島を結ぶフェリーが就航している。島内に空港はない。

### 竹島港
村営のフェリーみしまが週4便運航されている。鹿児島港からの所要時間は約3時間。
- 鹿児島港 - 竹島港 - 硫黄島 - 黒島（大里） - 黒島（片泊）

竹島港には、 三島村竹島港待合所が整備されている。20台が駐車可能な駐車場があり、大型バス等のスペースも設けられている
- 竹島港
- 竹島港待合所